# Kecamatan Majenang
Kecamatan Majenang är ett distrikt i Indonesien.   Det ligger i provinsen Jawa Tengah, i den västra delen av landet, 240 km sydost om huvudstaden Jakarta.